# Námaste Trump
Námaste Trump (estilizado como नमस्ते TRUMP) fue un evento realizado el 24 y 25 de febrero de 2020 en India. Fue la visita inaugural del entonces Presidente de los Estados Unidos Donald Trump y su familia a la India. Un mitin con el mismo nombre se celebró en Ahmedabad, Guyarat, y fue el punto culminante de la gira, como respuesta al evento "Howdy Modi" realizado en Houston, Texas, en septiembre de 2019. El Estadio Motera (ahora conocido como Estadio Narendra Modi) recibió al presidente Trump y su familia junto con el primer ministro indio Narendra Modi. Se informó de una asistencia de más de 100 000 personas, y algunos especularon que la asistencia fue de hasta 125 000. La gira fue originalmente llamada "Kem Chho Trump", pero fue renombrada por el Gobierno de la India para promover el nacionalismo indio sobre el regionalismo.

## Evento principal
El evento principal en el estadio fue organizado por la tarde y fue el momento más destacado de la visita del presidente a la India. El evento sirvió como una plataforma para que el presidente de los EE. UU. y el primer ministro indio mostraran su relación amistosa. Aunque los informes iniciales sugerían que Trump inauguraría el Estadio Motera, luego se desestimó como "especulación y suposición".

## Visita al Taj Mahal
Trump también visitó el Taj Mahal en Agra, Uttar Pradesh el mismo día. En Agra, el ministro principal de Uttar Pradesh, Yogi Adityanath dio la bienvenida al presidente y la primera dama a su llegada al Aeropuerto de Agra. También tuvo lugar un evento de exposición con 3000 artistas culturales que mostraron el arte y la cultura de varias regiones de la India. La familia Trump luego visitó el Taj Mahal informalmente, sin personal oficial excepto el guía turístico, y personal de protección como el Servicio Secreto de los Estados Unidos y la Guardia Nacional de Seguridad de la India.

## Banquete y acuerdos comerciales
Después de visitar el Taj Mahal, el presidente y su familia se dirigieron a Nueva Delhi, donde se alojaron en el ITC Maurya, que estaba fuertemente custodiado por personal de seguridad de ambos países. También asistieron al banquete ofrecido por el presidente de la India, Ram Nath Kovind. Al día siguiente, la primera dama visitó la escuela secundaria mixta Sarvodaya Vidyalaya Senior en Nanakpura, al sur de Delhi. El presidente Trump y el primer ministro Modi abordaron cuestiones comunes como la conectividad 5G, acuerdos comerciales, y firmaron un acuerdo de defensa por valor de 3 mil millones de dólares.